# گنکو
گنکو (به ژاپنی: 元亨 Genkō)، نام یک عصر تاریخی ژاپنی بود. این عصر بعد از گنئو و قبل از شوچو قرار داشت و از فوریه ۱۳۲۱ تا دسامبر ۱۳۲۴ میلادی به طول انجامید. در طی این عصر امپراتور گودایگو ژاپن بود.